# أليسون بيرنت
أليسون بيرنت (بالإنجليزية: Allison Burnett)‏ (15 ديسمبر 1958)؛ كاتب سيناريو، مخرج أفلام وروائي أمريكي.

## روابط خارجية
- أليسون بيرنت على موقع IMDb (الإنجليزية)
- أليسون بيرنت على موقع ألو سيني (الفرنسية)
- أليسون بيرنت على موقع أول موفي (الإنجليزية)
- أليسون بيرنت على موقع قاعدة بيانات الأفلام السويدية (السويدية)
- أليسون بيرنت على موقع قاعدة بيانات الفيلم (الإنجليزية)
- أليسون بيرنت على موقع كينوبويسك (الروسية)